# Witold Klinger
Witold  Wincenty Szymon Klinger (ur. 28 października 1875 w Warowcach na Podolu, zm. 5 kwietnia 1962 w Poznaniu) – polski filolog klasyczny, etnolog.
Profesor Uniwersytetu Kijowskiego i Uniwersytet im. Adama Mickiewicza w Poznaniu, członek PAU. Autor licznych prac z zakresu poezji greckiej i rzymskiej oraz historiografii greckiej. Znawca folkloru starożytnego (Baśń w historii Herodota), badacz i tłumacz liryki greckiej. Autor przekładów Historii greckiej Ksenofonta, Listów Juliana Apostaty i kilku traktatów Hipokratesa. Jego synem był Jerzy Klinger, polski prawosławny duchowny, teolog i ekumenista, a wnukiem teolog prawosławny i dyplomata Michał Klinger.

## Życiorys[1]
Profesor Witold Klinger w 1895 r. ukończył gimnazjum klasyczne w Niemirowie. Następnie w 1897 zapisał się na Wydział Historyczno-Filologiczny w Kijowie, gdzie studiował filologię klasyczną. W roku 1901 zdał egzamin państwowy i otrzymał dyplom pierwszego stopnia oraz złoty medal za rozprawę konkursową pt. Baśń w historii Herodota (Skazocznyje motywy w istorii Herodota). Po dwóch latach dalszych studiów w charakterze stypendysty profesorskiego przy Katedrze Filologii Klasycznej w Kijowie zdał w jesieni 1903 r. egzamin magisterski, po czym w 1904 r. wysłany został na 5 semestrów do Monachium dla pogłębienia studiów w zakresie filologii klasycznej. W roku 1908 został docentem Uniwersytetu Kijowskiego i wkrótce potem także w Kijowskich Wyższych Kursach dla Kobiet. Uzyskawszy w 1911 na podstawie pracy pt. Zwierzę w zabobonie ludowym starożytnym i współczesnym (Żywotnoje w anticznom i sowremiennom sujewierii) stopień magistra nauk filologicznych, powołany został na Katedrę Filologii Klasycznej na Kijowskich Wyższych Kursach dla Kobiet. Z początkiem 1915 objął prof. Klinger Katedrę Filologii Klasycznej w Instytucie Historyczno-Filologicznym ks. Bezborodko w Nieżynie. Godność kierownika Katedry Filologii Klasycznej w Kijowie otrzymał w 1917 r. W roku 1920 opuścił Kijów udając się do Polski, gdzie objął Katedrę Filologii Klasycznej na Uniwersytecie Poznańskim. Obok języków klasycznych wykładał także historię starożytną oraz etnologię.
Został pochowany na Cmentarzu Junikowo w Poznaniu (pole 14-3-2-6).

## Praca naukowa[1]
W Poznaniu prof. Klinger nadał kierunek studiom hellenistycznym, stwarzając z biegiem czasu poważny ośrodek badań nad liryką grecką, której obok folkloru starożytnego poświęcał najwięcej uwagi. Jego zainteresowania badawcze obejmowały również inne dziedziny filologii klasycznej, o czym świadczą liczne rozprawy poświęcone zagadnieniom epiki, tragedii greckiej, poezji aleksandryjskiej, epigramatykom greckim okresu cesarstwa rzymskiego, historiografii greckiej i wreszcie poezji rzymskiej epoki republikańskiej i augustowskiej. W wyniku swojej działalności translatorskiej dał polskim czytelnikom przekłady m.in. Historii Ksenofonta, Listów cesarza Juliana oraz kilka traktatów medycznych Hippokratesa.

## Uczniowie
Twórca (wspólnie z prof. Janem Sajdakiem) tzw. poznańskiej szkoły filologicznej, jego uczniami byli: Jan Horowski, Wiktor Steffen, Jan Wikarjak.

## Stopnie i tytuły naukowe[1]
- 1903: egzamin magisterski (Uniwersytet Kijowski)
- 1908: docent (Uniwersytet Kijowski)
- 1911: magister nauk filologicznych

## Sprawowane funkcje[1]
- Kierownik Katedry Filologii Klasycznej w Instytucie Historyczno-Filologicznym ks. Bezborodko w Nieżynie (1915)
- Kierownik Katedry Filologii Klasycznej w Kijowie (1917)
- Kierownik Katedry Filologii Klasycznej II na Uniwersytecie Poznańskim (1920)

## Publikacje[1]

### Książki
- Obrzędowość ludowa Bożego Narodzenia, jej początek i znaczenie pierwotne, Poznań 1926.
- Ze studjow nad liryką grecką, Kraków 1928.
- Z motywów wędrownych pochodzenia klasycznego, Poznań 1935
- Sprawa Stanisława Brzozowskiego, Kraków 1932.
- Do fragmentów elegijnych Archilocha, Poznań 1921.
- Ksiądz Stanisław Ścisławski: wspomnienie pośmiertne, Kraków 1910.
- Doroczne święta ludowe a tradycje grecko-rzymskie, Kraków 1931.
- Jajko w zabobonie ludowym u nas i w starożytności, Kraków 1908.
- Ze starożytnej wiary ludowej: trzy studja, Poznań 1934.

### Przekłady
- Ksenofont, Historia Grecka, oprac. i wstęp J. Wolski, Wrocław 1958.
- Julian Apostata, Listy, oprac. wstęp i komentarz J. Wolski, Wrocław 1962.